# WWE The Music, Vol. 7
The Music - WWE - Volume 7 es un álbum recopilatorio lanzado por la World Wrestling Entertainment (WWE) el 16 de marzo de 2007. A diferencia de anteriores álbumes de la WWE, este fue lanzado exclusivamente en Estados Unidos por la tienda en línea iTunes Store, aunque recientemente se ha añadido a UK iTunes con un precio de £7.99 y en Canada iTunes a un precio de $9.99. Contiene 21 temas que representan distintos géneros de la música. Las primeras 16 pistas individualmente se venden en $.99 cada uno, mientras que los últimos cinco bonus tracks se compran en $9.99. Este disco no está disponible en otra tienda en línea, ni en cualquier otra.

## Lista de canciones
| Track | Song                        | Subject           | Length |
| ----- | --------------------------- | ----------------- | ------ |
| 1     | "Unstoppable"               | Bobby Lashley     | 3:46   |
| 2     | Unglued                     | Snitsky           | 3:09   |
| 3     | The End                     | Armageddon (2006) | 3:50   |
| 4     | Teacher                     | Matt Striker      | 3:10   |
| 5     | Smooth                      | Marcus Cor Von    | 3:20   |
| 6     | Reality                     | The Miz           | 3:17   |
| 7     | Obsession                   | Mickie James      | 3:22   |
| 8     | Not Enough For Me           | Michelle McCool   | 3:24   |
| 9     | Muy Loco                    | Súper Crazy       | 3:32   |
| 10    | Light A Fire                | Ashley Massaro    | 3:26   |
| 11    | Lambeg                      | Finlay            | 3:30   |
| 12    | Just Look At Me             | Rob Conway        | 3:31   |
| 13    | It's Time                   | Gregory Helms     | 2:20   |
| 14    | I'm All About Cool          | Deuce 'N Domino   | 2:48   |
| 15    | Gorse                       | The Highlanders   | 2:31   |
| 16    | Gonna Punch Someone Tonight | Jimmy Wang Yang   | 3:46   |
| 17    | Don't Waste My Time         | Elijah Burke      | 3:25   |
| 18    | Damn                        | Ron Simmons       | 3:00   |
| 19    | da.ngar                     | The Great Khali   | 2:58   |
| 20    | Bringin' Da Hood T U        | Cryme Tyme        | 3:45   |
| 21    | All For The Motherland      | Vladimir Kozlov   | 4:00   |

Las pistas favoritas no están disponibles como descarga separada, y deben ser comprados como parte del álbum.